# Cimetière juif de Carouge
Le cimetière juif de Carouge est un cimetière juif privé, appartenant à la communauté israélite de Genève, qui est situé sur la commune de Carouge, dans le canton de Genève (Suisse). Il fut créé en 1788 alors que la ville de Carouge était sous dépendance du royaume de Sardaigne.
Bien qu'officiellement toujours en service, ce cimetière est aujourd'hui essentiellement utilisé pour des visites à caractère culturel.

## Localisation et présentation générale
Le cimetière juif de Carouge se trouve dans le quartier de la Fontenette. Il est bordé d'une part par la rue des Tireurs de Sable (qui emprunte le tracé de l'ancien canal de la Fontenette), et d'autre part par les terrains de football qui sont situés le long de la rivière l'Arve. Son entrée se trouve côté rue de la Fontenette, qui donne sur le pont du même nom.
Son niveau au sol est légèrement plus bas que les rues qui l'entourent; il faut donc emprunter un escalier descendant pour accéder au cimetière par son portail monumental qui est en pierre de Villebois.
Sa surface est d'environ 1 hectare, et il est composé de trois parcelles - historiquement distinctes -, qui abritent un total de 702 monuments funéraires.
Les tombes de ce cimetière ne sont pas orientées vers Jérusalem, comme il est généralement de coutume. Ici, elles se font face, et sont séparées par une grande allée centrale. Certaines tombes se trouvent cependant en position perpendiculaire par rapport à l'axe central actuel. Elles suivent en fait le tracé des anciens murs d'enceinte qui ont ensuite été démolis au gré des différents agrandissements.
Le cimetière est ouvert au public en semaine et aux visites guidées sur demande.

## Histoire

### Contexte: le judaïsme et les Juifs dans la région genevoise
Bien que certainement présents — au moins sous forme épisodique — dans la région genevoise depuis l'Antiquité, les Juifs ne commencent véritablement à s'établir dans cette cité des Alpes qu'à partir de l'année 1281. En 1396 on dénombre environ une quinzaine de familles établies dans le quartier de Saint-Germain, puis une trentaine vers 1428 lorsque celles-ci sont confinées dans un Cancel dont l'accès n'est possible que par trois grandes portes et qui est situé entre l'actuelle place du Grand Mézel et la rue des Granges. Les Juifs peuvent alors commercer comme bon leur semble dans la ville durant la journée, mais le soir venu ils doivent réintégrer le Cancel (appelé aussi Juiverie) qui est fermé pour la nuit.
À partir de l'année 1468 la situation des Juifs à Genève se dégrade et, en 1490, sous l'effet de l'intolérance venue d'Espagne, ils sont finalement expulsés de la grande cité. Ils trouvent alors refuge, au moins un temps, dans la commune de Versoix, qui se trouve en territoire savoisien et en dehors des franchises de Genève.
Au cours de cette période du Moyen Âge deux cimetières juifs ont existé. Le premier, situé à Châtelaine, a fonctionné de 1396 à 1490. Maintenu en l'état jusqu'en 1536, il sera ensuite détruit pour devenir une « terre labourable » selon la désignation qu'il porte en 1555. Le deuxième, situé à Versoix, a fonctionné à partir de l'année 1494 en prenant tout simplement le relais de celui de Châtelaine qui était devenu inaccessible aux Juifs de Genève. Si l'on tient compte des registres de trésorerie, il semble que ce cimetière ait fonctionné tout au long du XVIe siècle puisque des taxes furent payées par des Juifs pour assurer son entretien. Il semble cependant avoir été abandonné puis détruit au cours du XVIIe lorsque les derniers Juifs ont quitté la région.

#### Carouge: un îlot de tolérance au XVIIIe siècle

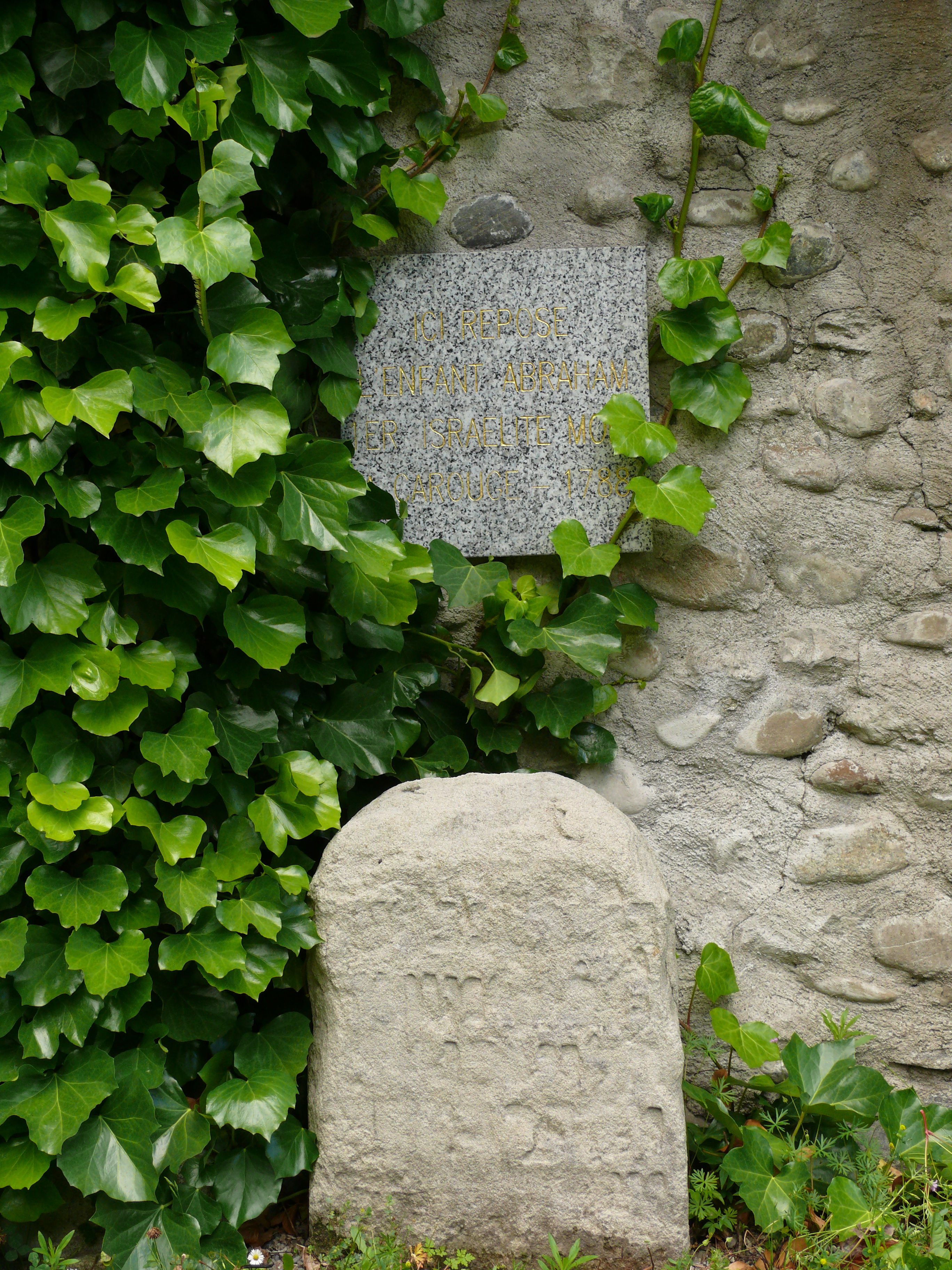
La tombe du fils Abraham, août 1788

En 1754, le traité de Turin, signé entre la république de Genève et le royaume de Sardaigne, donne naissance au territoire de Carouge sous dépendance sarde. Très rapidement, sous l'influence de quelques notables locaux, comme Pierre-Claude de la Fléchère (le comte de Veyrier) ou Jean-Baptiste Foassa-Friot (l'intendant communal), de nombreux étrangers viennent s'installer dans une bourgade qui connait alors un rapide développement. La mise en place d'une politique particulièrement libérale, appuyée par l'exécutif turinois, permet à plusieurs minorités religieuses de trouver refuge dans une bourgade qui leur ouvre grand les portes. Ainsi, après les Protestants et les francs-maçons, Carouge la catholique accueille dès 1779 des Juifs qui proviennent pour l'essentiel d'Alsace.
Le 27 août 1787, le roi Victor-Amédée III accorde la tolérance civile et religieuse aux Juifs présents à Carouge « comme à ceux qui voudraient s'y établir par la suite ».

### Les origines du cimetière

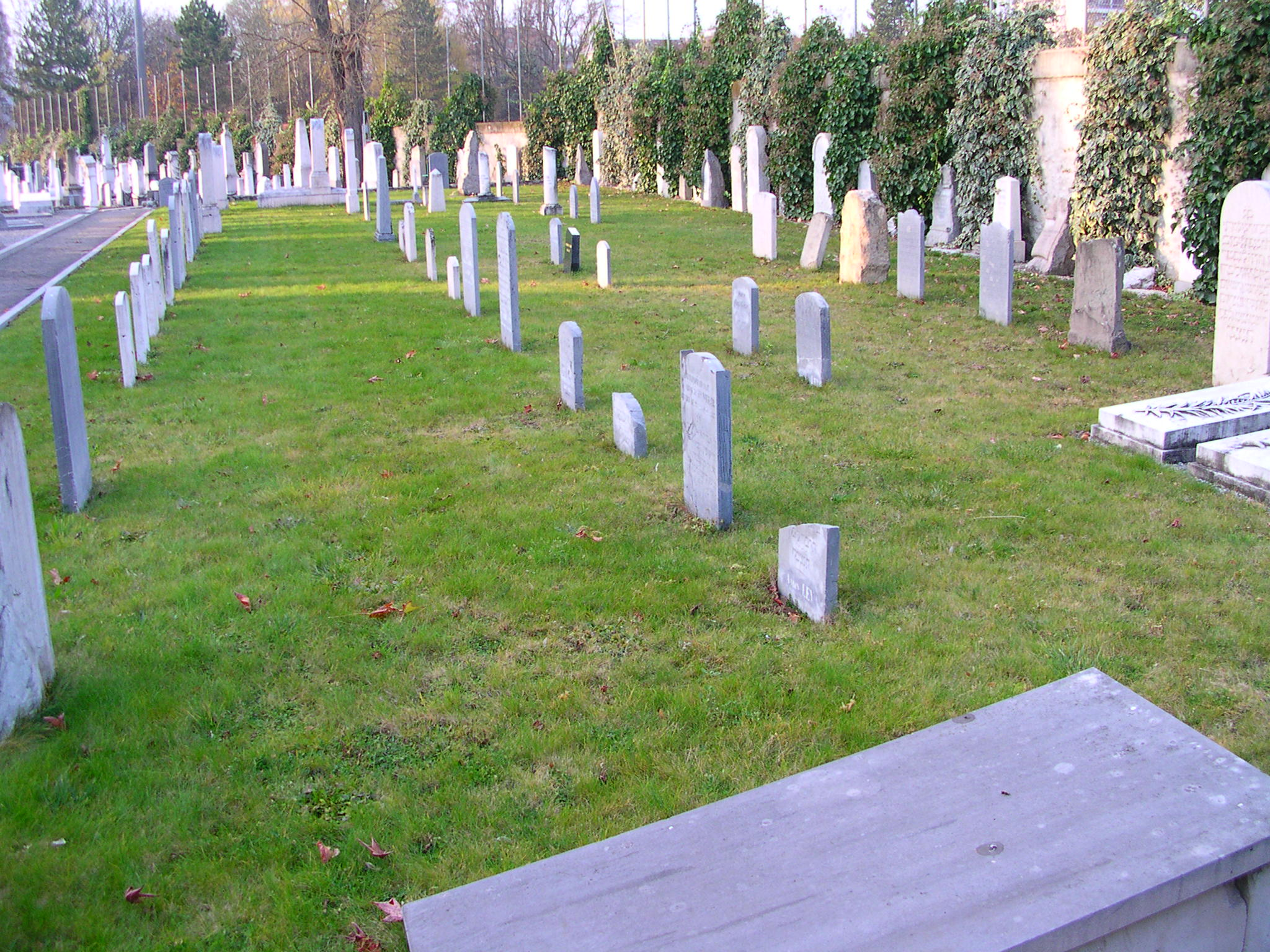
La parcelle de 1800

En août 1788 survient le premier décès parmi les Juifs présents à Carouge. Il s'agit du fils de Joseph Abraham, qui est mort à l'âge de cinq ans de la petite vérole. Le conseil municipal accorde alors à Joseph Abraham « d'enterrer son fils sur une partie du vieux chemin délaissé, assez loin de la ville ». C'est le point de départ du cimetière juif de Carouge.
Quelques années plus tard, et pour ne point laisser à l'abandon ladite sépulture, la communauté juive de Carouge demande l'obtention d'une concession officielle alors que la commune est passée entre-temps sous dépendance française. Le 27 pluviôse An VIII de la République, soit le 16 février 1800, les autorités accèdent à la requête. Le terrain, de forme rectangulaire, possède un périmètre de 92 toises et 8 pieds en longueur, sur 4 toises et demi en largeur. La "pierre sépulcrale" (la tombe du fils Abraham) constitue une des limites du terrain dont l'orientation suit le tracé du vieux chemin délaissé.
Dans cette partie du cimetière, les monuments funéraires sont essentiellement composés de simples stèles verticales, avec des inscriptions en hébreu. Ces stèles sont typiques de la tradition ashkénaze (Juifs d'Europe centrale et orientale). L'introduction de lettres latines sur les monuments ne s'effectue qu'à partir de l'année 1808 lorsque les Juifs ont pour obligation d'adopter un nom patronymique (décret de Napoléon).
Lors de la restauration intervenue en 1996, le parterre en herbe a été reconstitué tel qu'il était à l'origine.

### Premier agrandissement - 1852

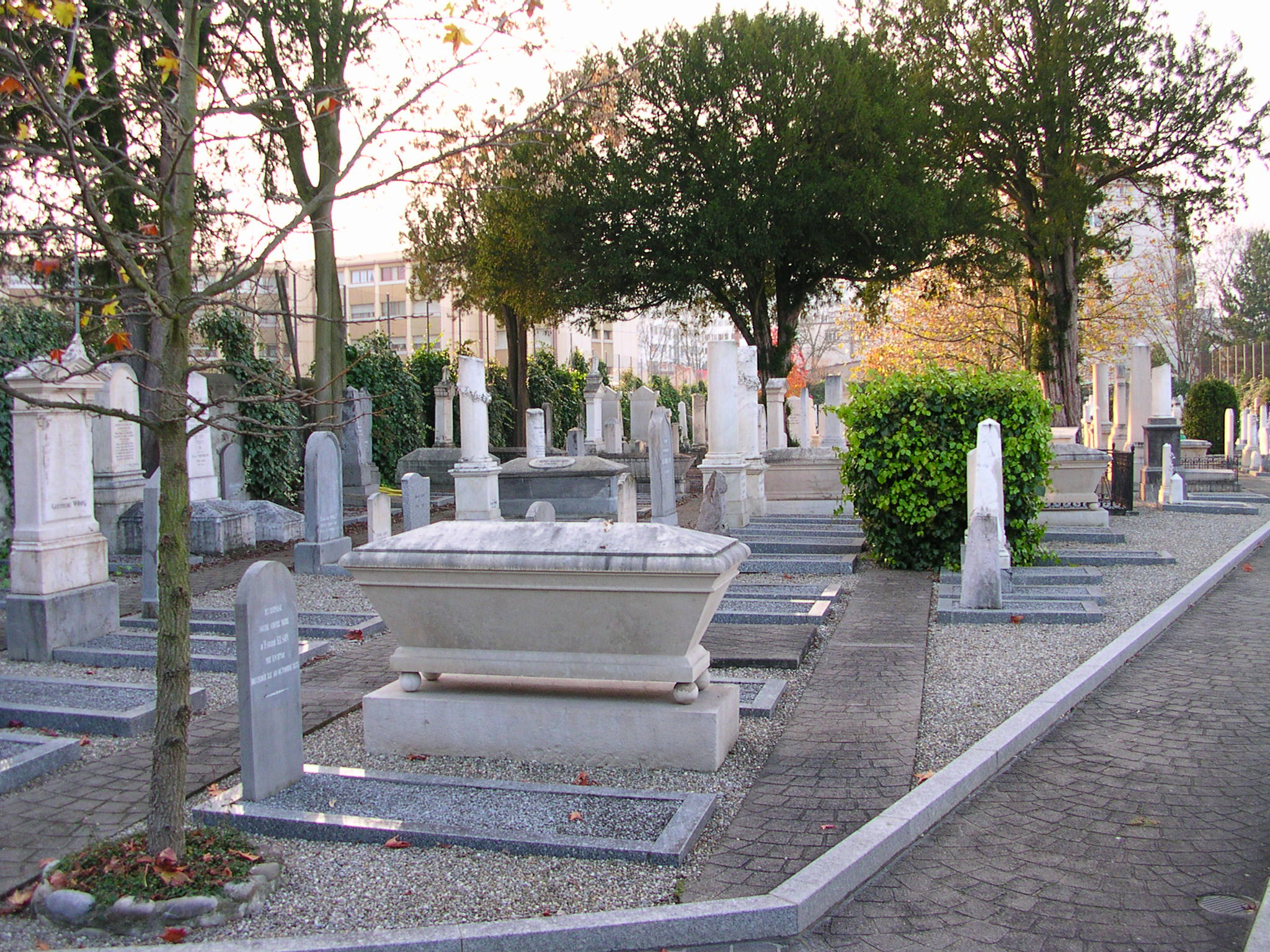
La parcelle de 1852

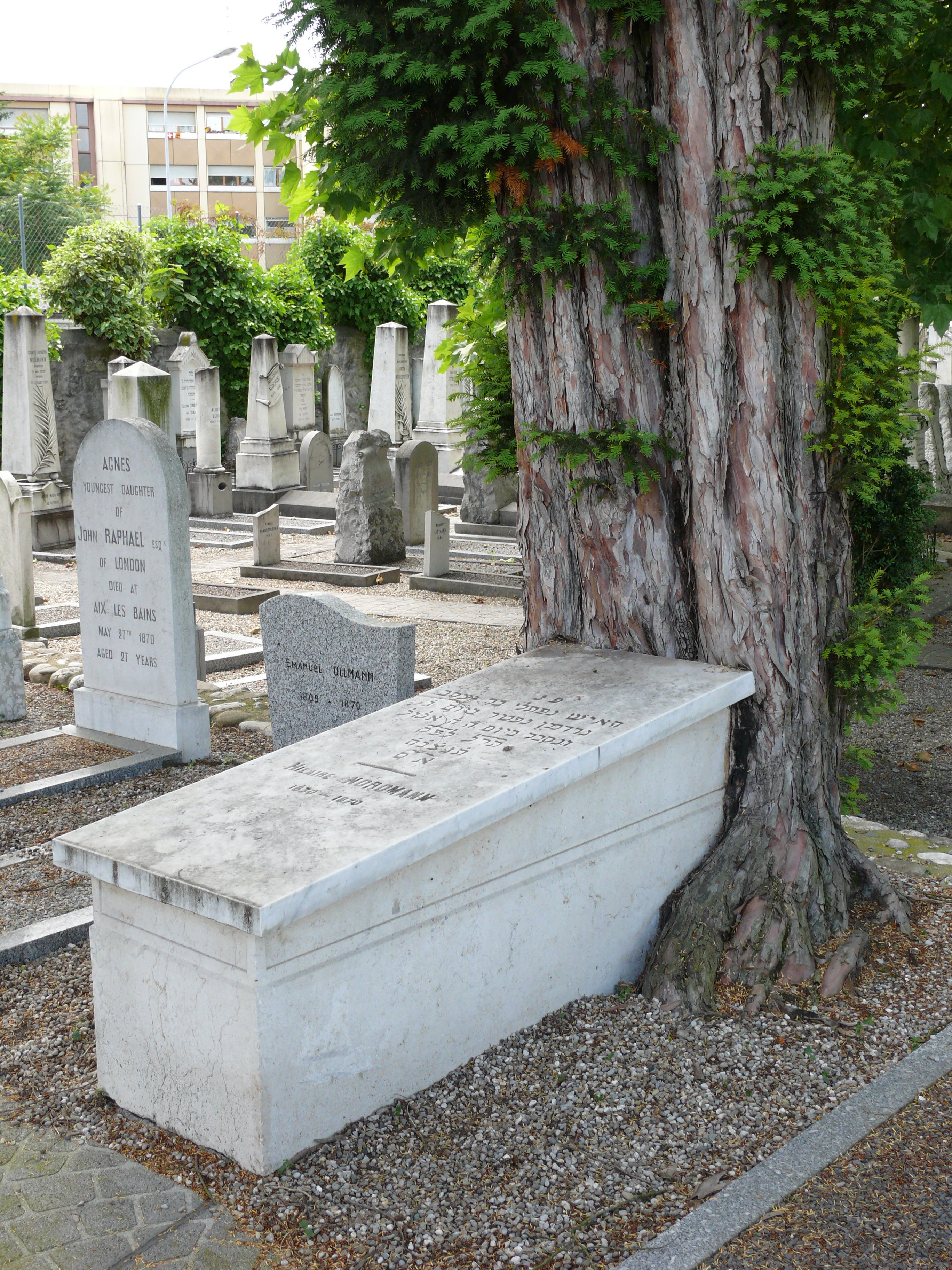
Le tombeau et l'if, unis pour la vie

Le 14 septembre 1852, la communauté israélite de Carouge, devenue entre-temps celle du canton de Genève, obtient du Conseil d'État la permission d'acquérir une nouvelle parcelle de terrain destinée à agrandir le cimetière. Celle-ci se trouve entre le terrain obtenu en 1800 et le canal de la Fontenette. Pour répondre aux exigences légales, le cimetière est alors entouré d'un mur haut de 8 pieds, alors que l'entrée principale se trouve toujours du côté du vieux chemin.
Dans cette partie du cimetière, où les tombes font face à celles de la parcelle de 1800, les israélites commencent à délaisser le style traditionnel des stèles verticales au profit de monuments plus imposants. Ceux-ci sont réalisés en forme de tombeaux, sarcophages, obélisques et colonnes, typiques de l'architecture du Second Empire français, avec bien sûr quelques références à l'art égyptien. Le marbre blanc est déjà plus présent, avec un développement de l'art funéraire qui se matérialise par la réalisation de nombreuses sculptures, frises et autres détails décoratifs. Ces monuments — plus ostentatoires — semblent traduire une certaine réussite sociale.
Comme indiqué en introduction de l'article, les sépultures ne répondent pas à une orientation géographique (donc religieuse) précise. Au contraire, dans ce cimetière, et en particulier dans cette parcelle, l'esthétique et le gain de place sont les facteurs qui prédominent. Plusieurs tombes, situées le long du mur d'enceinte, sont perpendiculaires aux rangées centrales; elles forment ainsi une sorte de ceinture.

### Second agrandissement - 1874

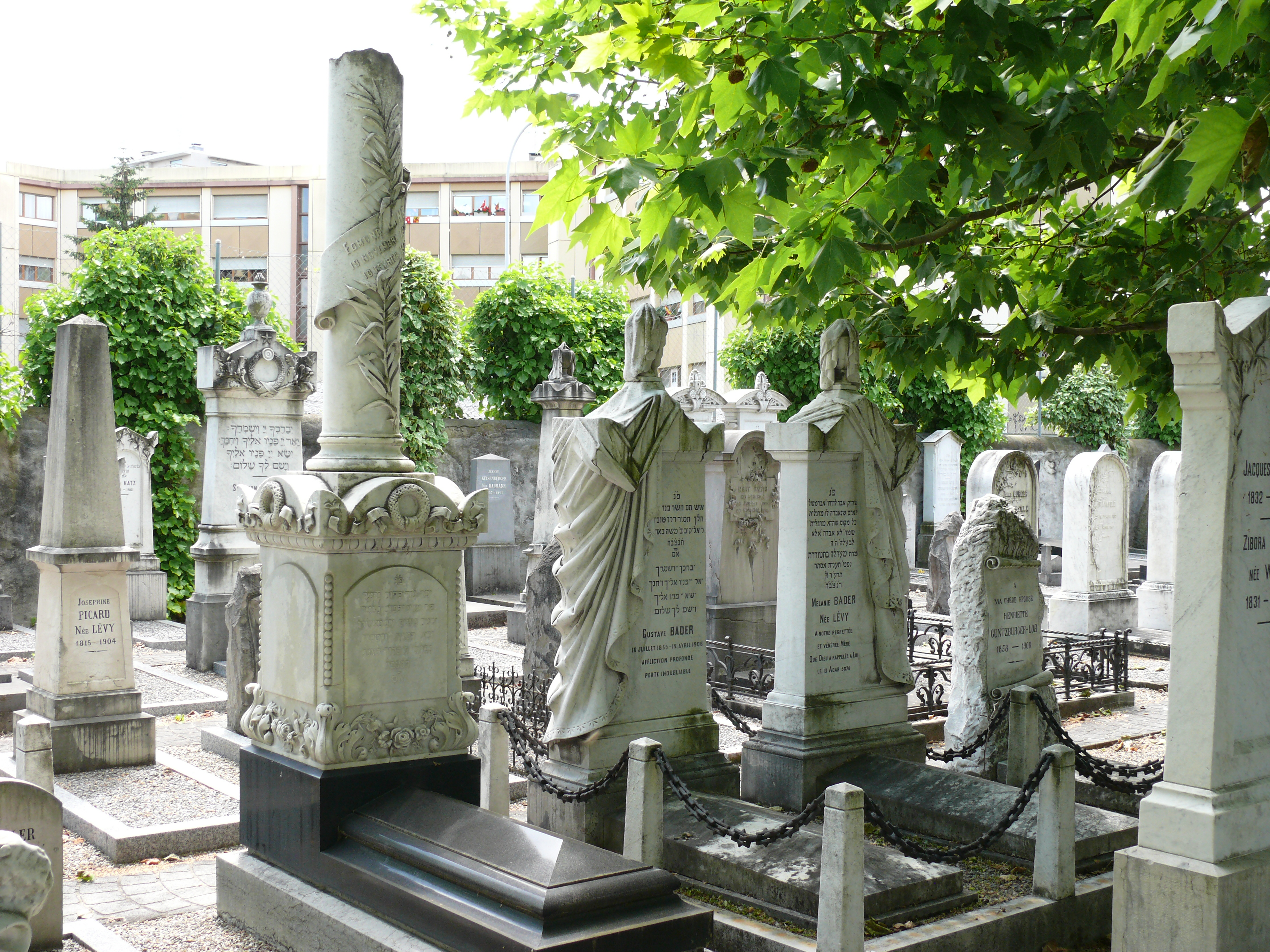
Détail de la parcelle de 1874

Le 29 juin 1874, la communauté israélite de Genève fait l'acquisition de deux nouvelles parcelles adjacentes au cimetière déjà établi. L'acte notarié fait mention d'une surface de 125 toises et 8 pieds pour la première parcelle, et 281 toises et 2 pieds pour la deuxième. Une grande allée centrale sépare les deux parcelles qui se font face. L'entrée se trouve toujours au même endroit, et elle ne sera déplacée côté rue de la Fontenette que dans le courant du XXe siècle.
Ce nouvel agrandissement se distingue non seulement par la surface acquise, bien plus importante que les parcelles précédentes, mais aussi par la diversité des monuments funéraires qui s'y trouvent. Dans la partie proche des anciennes parcelles, le marbre blanc est encore bien présent, et certains monuments, richement décorés, atteignent même des proportions assez imposantes. L'art funéraire atteint ici sa plus haute expression, avec des drapés, des guirlandes et autres motifs en relief particulièrement soignés. Sur plusieurs tombes se trouvent des inscriptions en caractères cyrilliques, qui traduisent la présence de Juifs originaires de l'Empire russe. Enfin, quelques monuments rappellent le sacrifice de ceux qui sont tombés pour la France durant le 1er conflit mondial.
En remontant vers l'entrée du cimetière, les monuments font apparaître déjà leur plus grande modernité. Des Granits aux lignes sobres et épurées, mais aux couleurs plus variées, viennent désormais remplacer le style flamboyant du XIXe siècle.

### La Loi cantonale sur les cimetières de 1876
Le 20 septembre 1876, la nouvelle loi cantonale sur les cimetières entre en vigueur. De fait, ceux-ci sont déclarés de propriété communale et « pour ceux actuellement existants et qui n'appartiennent pas aux communes, ils ne pourront continuer à être utilisés qu'avec l'autorisation du Conseil d'État »
Le 6 octobre 1876, la communauté israélite de Genève obtient l'autorisation de continuer à utiliser son cimetière. Cet arrêt du Conseil d'État est toujours en vigueur de nos jours.
La nouvelle loi interdisant cependant tout nouvel agrandissement du cimetière existant, et même toute nouvelle création de cimetière confessionnel dans le canton, la Communauté israélite de Genève se vit dans l'obligation, dès 1916, de rechercher de nouveaux terrains, mais cette fois-ci en dehors du canton de Genève. En 1920, elle fit enfin l'acquisition de plusieurs parcelles, dont une bonne partie se trouvaient en territoire français, donnant ainsi naissance au cimetière israélite de Veyrier.

### La restauration du cimetière - 1996
En 1996, un vaste projet de restauration est mis en place à l'initiative de la communauté israélite de Genève, propriétaire des lieux, avec l'appui de mécènes privés. Le cimetière, devenu inactif depuis 1968, date du dernier ensevelissement, a sérieusement souffert d'un manque évident d'entretien. La nature luxuriante a totalement envahi les lieux, et les monuments sont devenus noirs comme du charbon. Plusieurs d'entre eux gisent d'ailleurs à même le sol, sérieusement endommagés.
Après 18 mois de travaux, où l'on s'est appliqué à reconstituer les parcelles telles qu'elles étaient à l'origine, le cimetière retrouve toute sa splendeur. Tous les monuments ont été entièrement restaurés, et de nombreux arbres ont remplacé ceux qui étaient malades. Au cours des travaux, les fouilles ont permis de mettre au jour les fondations de l'ancien mur d'enceinte et qui avait été démoli pour permettre l'accès avec les nouvelles parcelles de 1874. Il a été restauré jusqu'à une hauteur de 50 cm pour mieux visualiser les séparations historiques des différentes parcelles existantes.

## Personnalités
- Joseph Wertheimer[18], Grand-rabbin de Genève de 1859 à 1908
- Aimé Schwob[18], neveu de Joseph Wertheimer